# 铃木氏蓟
铃木氏蓟（学名：Cirsium suzukii）为菊科蓟属的植物，是台灣的特有植物。分布在台灣本島，生长于海拔2,000米的地区，常生于高山草甸，目前尚未由人工引种栽培。